# Marmaray-Tunnel
Der Marmaray-Tunnel (türkisch Marmaray Tüneli) ist ein 13,6 Kilometer langer Eisenbahntunnel unter dem Bosporus in Istanbul, der als tiefster Absenktunnel der Welt gilt. Er verbindet über die Marmaray-Strecke Kazlıçeşme im Stadtbezirk Zeytinburnu in Europa mit Ayrılıkçeşmesi im Stadtbezirk Kadıköy in Asien. Der Tunnel besteht aus zwei eingleisigen Röhren mit drei Bahnhöfen: Yenikapı, Sirkeci und Üsküdar.
Der Tunnel wurde am 29. Oktober 2013 für den Reiseverkehr freigegeben. Im März 2019 wurden auch Anschlussstrecken des Marmaray-Projekts fertiggestellt und in Betrieb genommen.

## Geschichte
Die erste Idee für den Bau eines Eisenbahntunnels unterhalb des Bosporus geht auf das Jahr 1860 zurück, als der osmanische Sultan Abdülmecit I. erstmals eine solche Unterwasserquerung der Meerenge vorschlug. Das Projekt wurde 1892 unter Sultan Abdul Hamid II. erneut vorgeschlagen, als französische Ingenieure einen solchen Tunnel planten, der jedoch nie verwirklicht wurde.
Pläne für den Bau eines modernen Bosporus-Tunnels wurden schließlich 1997 auf der Grundlage einer Machbarkeitsstudie entwickelt und das erforderliche Kapital 1999 durch Kredite zusammengetragen. Die Vorbereitungsarbeiten für das Projekt begannen im Jahr 2001, die Bauarbeiten begannen im Mai 2004. Der Tunnel wurde von einem türkisch-japanischen Konsortium unter der Leitung der Taisei Corporation gebaut. Der Tunnelbau wurde am 20. Oktober 2008 abgeschlossen und im folgenden Jahr wurden die eisenbahntechnischen Anlagen eingebaut. Die Fertigstellung des Projekts verzögerte sich aufgrund archäologischer Entdeckungen in der Nähe des Bahnhofs Sirkeci.
Die Testläufe begannen am 6. August 2013 und der Betrieb wurde am 29. Oktober 2013 mit einer Zeremonie in Üsküdar aufgenommen.

## Betrieb

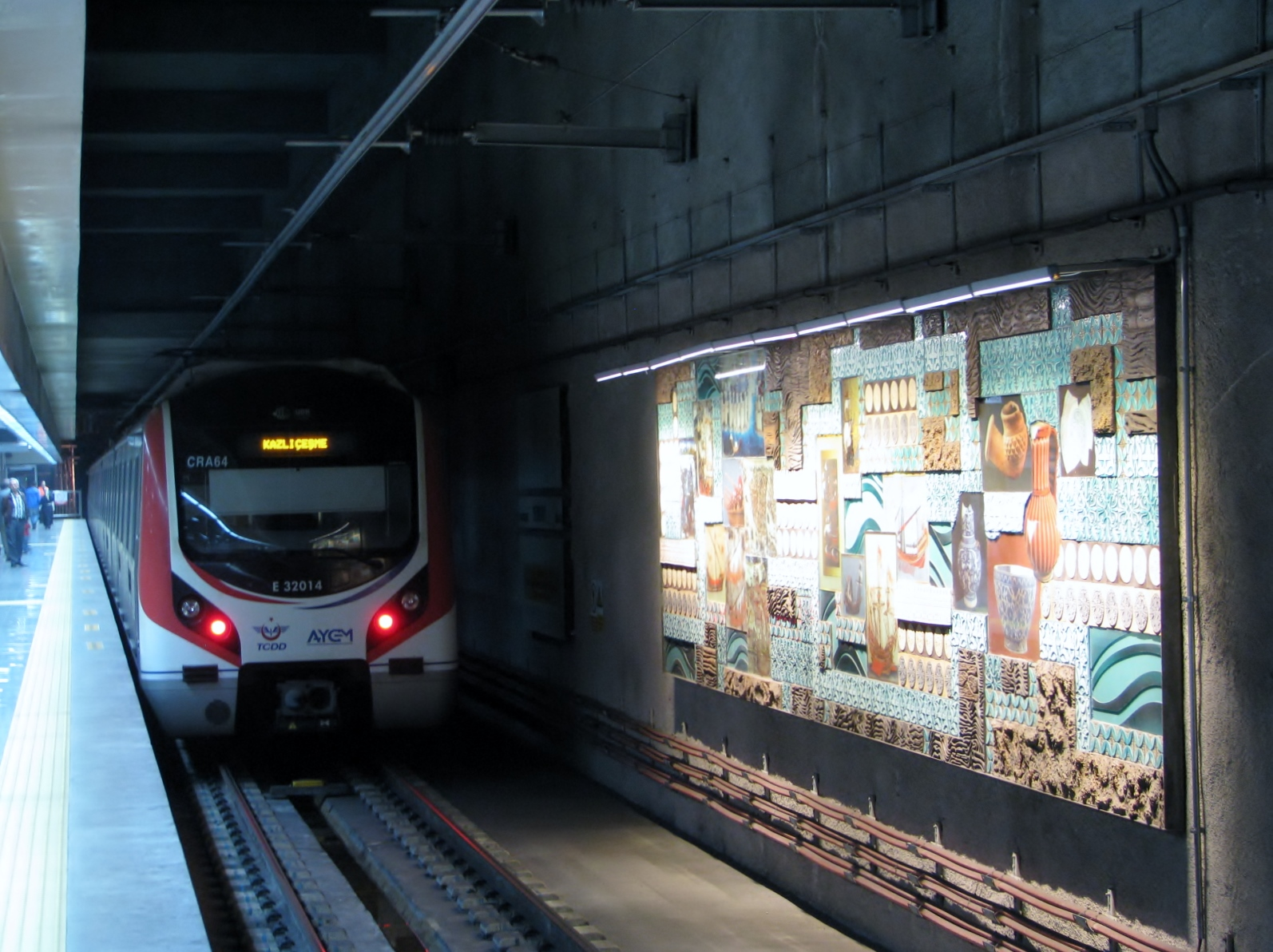
Ein Marmaray-Zug im Bahnhof Yenikapı

Besitzer des Tunnels ist die staatliche türkische Eisenbahngesellschaft Türkiye Cumhuriyeti Devlet Demiryolları (TCDD), den Betrieb führt die staatseigene TCDD Taşımacılık. Beide Tunnelröhren wurden mit 25 kV Wechselspannung bei 50 Hz elektrifiziert.
Das westliche Portal des Tunnels liegt im Stadtviertel Kazlıçeşme im Stadtbezirk Zeytinburnu auf der europäischen Seite der Stadt. Von den drei Gleisen führen zwei in den Tunnel, ein drittes nach Sirkeci. Das östliche Portal liegt im Stadtviertel Ayrılıkçeşmesi im Stadtbezirk Kadıköy auf der asiatischen Seite. Der Bahnhof Ayrılıkçeşmesi liegt direkt hinter dem Ostportal des Tunnels. Am folgenden Bahnhof Istanbul Söğütlüçeşme erreicht die Marmaraystrecke die Bestandsstrecke der anatolischen Eisenbahn nach Ankara.
Seit November 2017 bietet TCDD Tasimacılık 164 Fahrten zwischen Kazlıçeşme und Ayrılık Çeşmesi in Abständen von jeweils 5 Minuten während der Hauptverkehrszeiten bis 10–15 Minuten außerhalb der Hauptverkehrszeiten an. Insgesamt verkehren täglich bis zu 328 Züge durch den Tunnel.

## Technik
Der Tunnel ist insgesamt 13,6 km lang, der unterseeische Teil misst rund 1,4 km Länge. Mit bis zu 60 Metern unter dem Meeresspiegel ist der Marmaray-Tunnel der tiefste Absenktunnel der Welt. Dieser Teil des Tunnels ist rund 1387 Meter lang und besteht aus 11 Segmenten, die mit Hilfe von Schiffen in den Bosporus abgesenkt wurden. Acht Segmente haben eine Länge von 135 Metern, zwei von 98,5 Metern und einer von 100 Metern. Dieser Absenktunnel verbindet die beiden mit Tunnelbohrmaschinen aufgefahrenen Tunnelröhren auf den Uferseiten.
Bevor die Tunnelsegmente abgesenkt wurden, musste ein Teil des Bodens unter dem Bosporus verstärkt werden. Dazu wurden über 4 bis 10 Meter lange Betonsäulen gefertigt, die im Grund versenkt wurden. Die Tunnelsegmente wurden in Trockendocks in Tuzla betoniert und vor der Insel Büyükada getestet. Danach wurden sie von Schleppern an ihre Positionen am südlichen Ende des Bosporus gezogen. Nachdem die Tunnelsegmente abgesenkt waren, wurden sie mit Füllmaterial bedeckt, entwässert und versiegelt.
Die Tunnelabschnitte unter dem Festland bestehen aus je zwei eingleisigen Röhren. In jeder Röhre sind Fluchtwege vorhanden.